# Musée mémorial Jōkyō Gimin

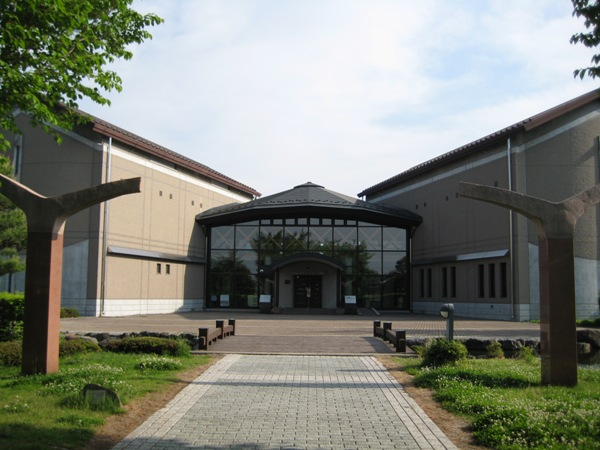
Vue de face du musée mémorial Jōkyō Gimin

Le musée mémorial Jōkyō Gimin Jōkyō Gimin (Jōkyō Gimin Kinen-kan) est un musée consacré à la rébellion de Jōkyō survenue dans la région du bassin d'Azumi (en) au Japon en 1686 (troisième année de l'ère Jōkyō au cours de l'époque d'Edo). Le soulèvement, aussi appelé l'insurrection Kasuke (le meneur de l'insurrection paysanne était Tada Kasuke), est perçu comme une lutte pour le droit à la vie. Aussi, les fondateurs du musée mémorial ont-ils apposé deux plaques sur chaque côté de l'entrée principale du musée. L'une porte inscrits les articles 11 et 12 de la Constitution du Japon. L'autre l'article premier de la déclaration universelle des droits de l'homme. Les articles gravés indiquent clairement les droits fondamentaux des citoyens du monde : Précisément la cause pour laquelle les chefs de l'insurrection ont donné leur vie.

## Buts
Après le 300e anniversaire du soulèvement de Jōkyō, les populations locales ont décidé de construire un musée mémorial a) pour commémorer le soulèvement et b) pour préserver les archives historiques de l'insurrection. À cette fin, ils ont choisi un site de construction situé juste en face de la rue du Jōkyō Gimin-sha (sanctuaire Jōkyō Gimin) et de l'ancienne propriété de la famille Tada (à présent un bien culturel de la préfecture de Nagano). Le musée est situé dans l'ancien village de Nakagaya (dans le domaine de Matsumoto durant l'époque d'Edo), que Tada Kasuke dirigeait à la fin du XVIIe siècle en tant que chef de village.

## Bâtiment
Le bâtiment du musée comprend deux ailes écartées. Elles symbolisent les bras ouverts de Kasuke et d'autres paysans exécutés après le soulèvement. La salle principale du centre qui relie les deux ailes possède un toit conçu pour ressembler à un chapeau conique. Les agriculteurs qui avaient pris part à l'insurrection en portaient un pour uniforme.
Dans le jardin de devant coule un ruisseau artificiel dont l'eau claire symbolise la pureté de cœur des gimin. L'eau est conçue pour rappeler aux visiteurs qu'une des raisons des souffrances de cette époque était la sécheresse. C'était avant l'époque du jikka-segi, le réseau d'irrigation qui donne sa réputation à cette région.

## Théâtre
L'histoire présentée au théâtre Yume-dōjō (« bâtiment du rêve »)  est celle de la rébellion de Jōkyō narrée par Oshyun,seule agricultrice exécutée après le soulèvement.
La représentation de dix-sept minutes porte sur le développement de la rébellion : De la hausse exorbitante des impôts  dans le contexte des mauvaises cultures, à la lettre d'appel en cinq articles présentée par Tada Kasuke et ses compagnons, à la tromperie de la part des dirigeants du gouvernement du domaine et enfin à l'exécution des vingt-huit paysans dont Tada Kasuke.

## Exposition
Parmi les objets et les documents concernant le soulèvement figurent :
- La lettre d'appel en cinq articles (préparée par Tada Kasuke et ses compagnons)
- Le document de réponse signé par les dirigeants du domaine de Matsumoto (qui s'est avéré être une tactique dilatoire)
- La copie du Shimpu-tōki, compte rendu officiel du domaine de Matsumoto compilé par le clan Mizuno quarante ans après le soulèvement
- La statue de Tada Kasuke (une réplique; l'originale se trouve au Jōkyō Gimin-sha)
- Un modèle à l'échelle d'Azumino à l'époque de l'insurrection, avec indication des zones impliquées dans l'incident

## Galerie

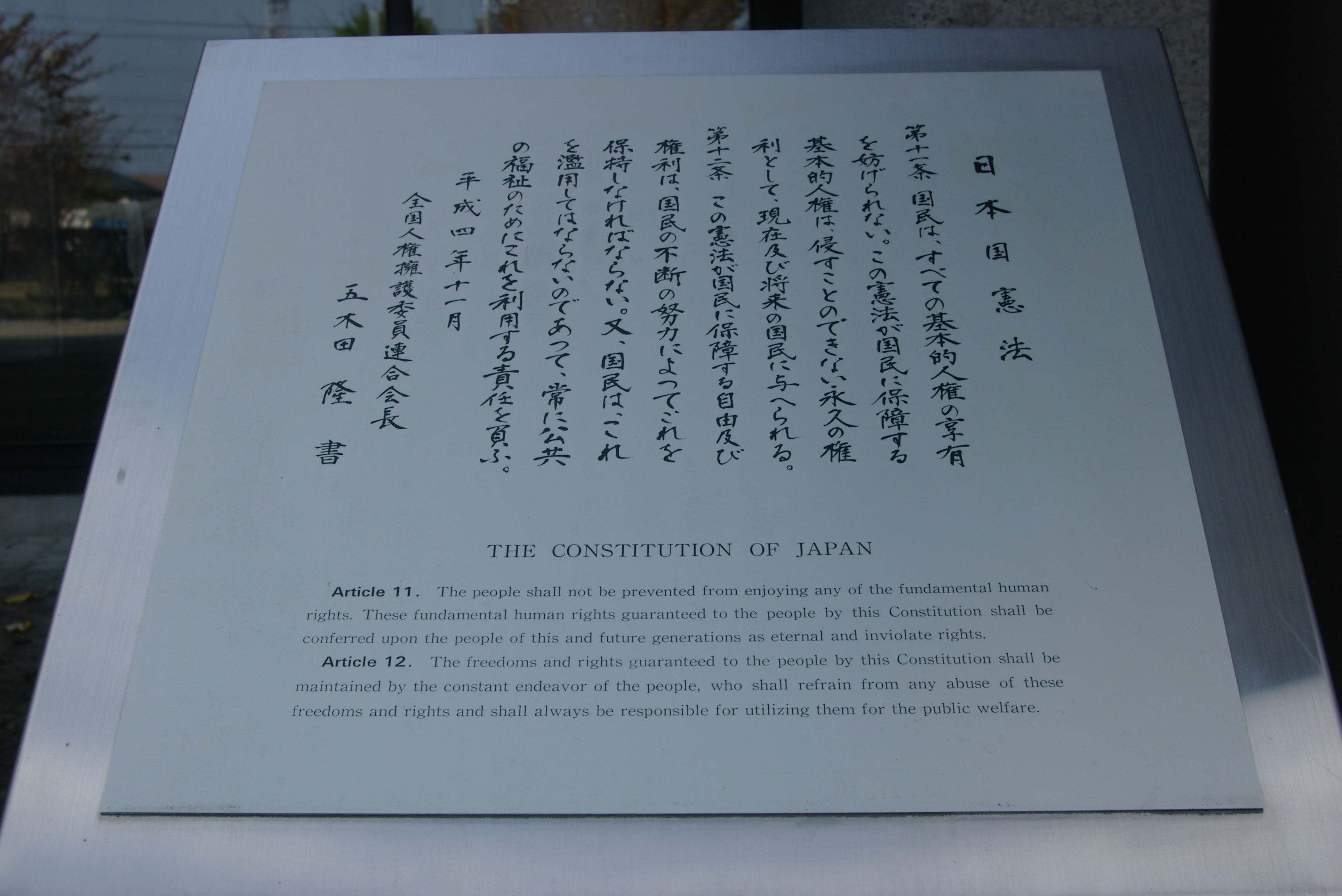
Articles 11 et 12 de la Constitution du Japon
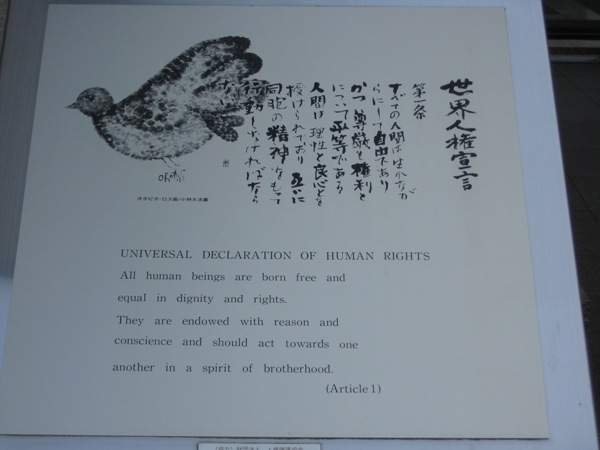
Premier article de la Déclaration universelle des droits de l'homme.
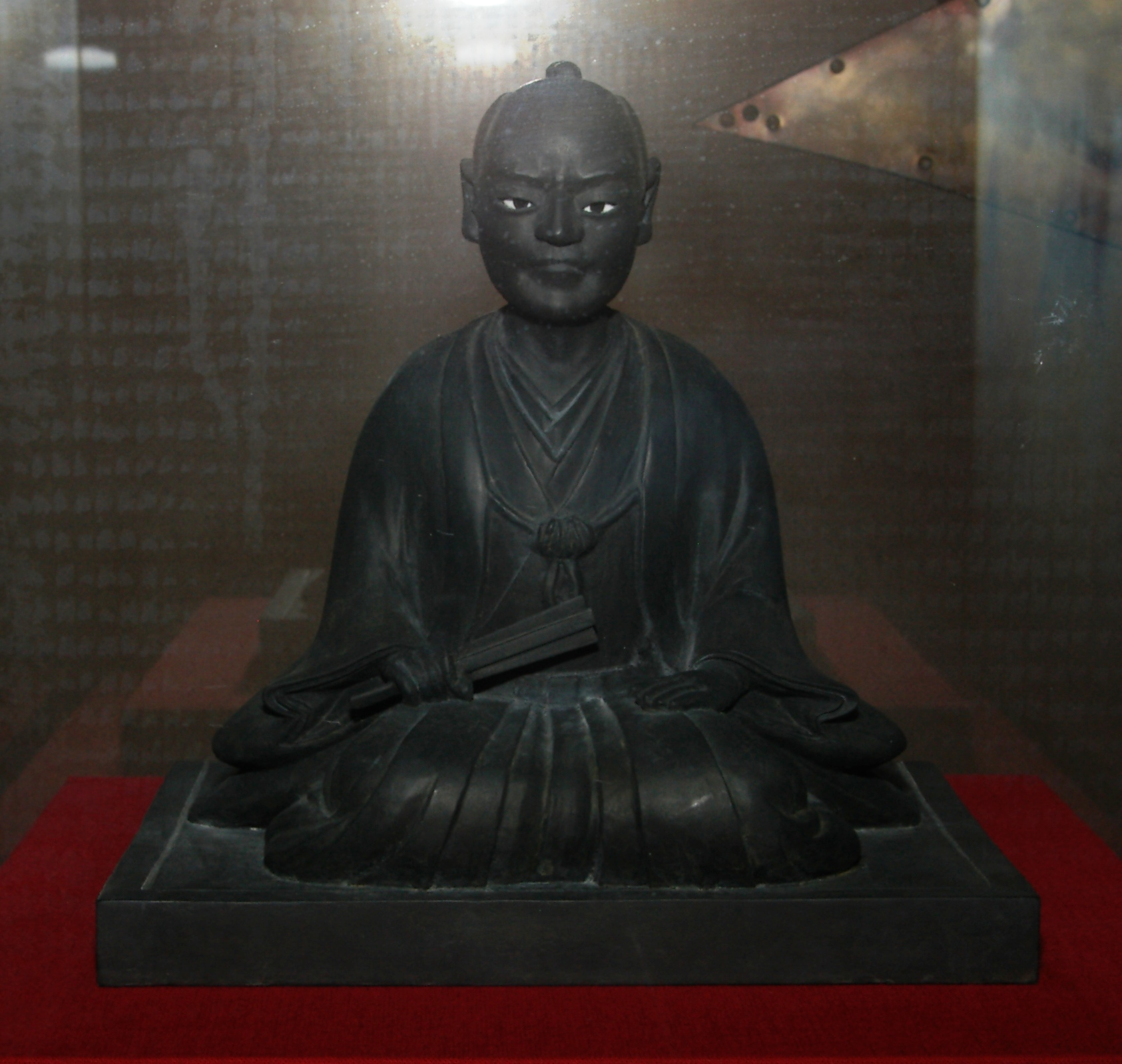
Statue de Tada Kasuke (réplique)
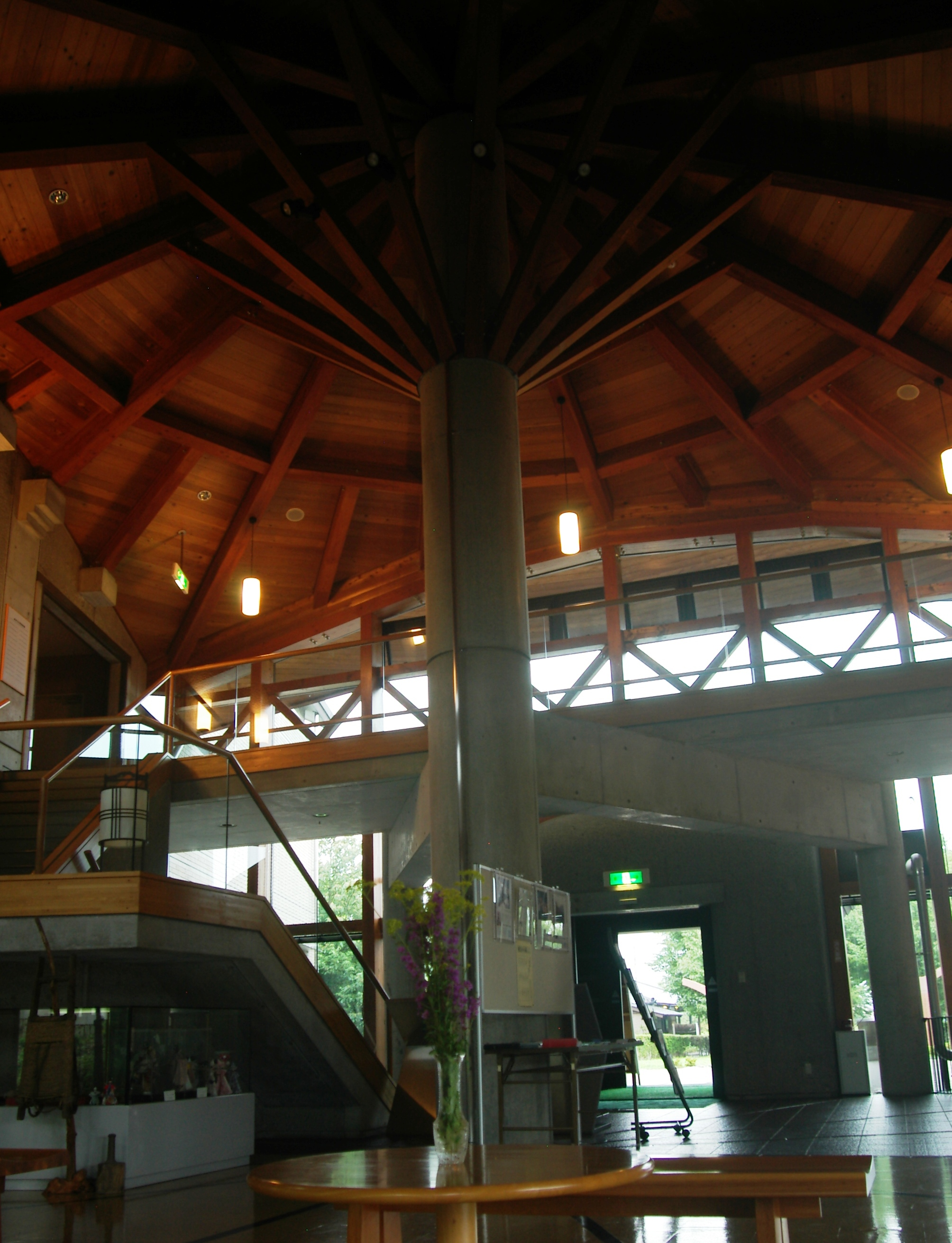
La toiture de forme conique vue de l'intérieur
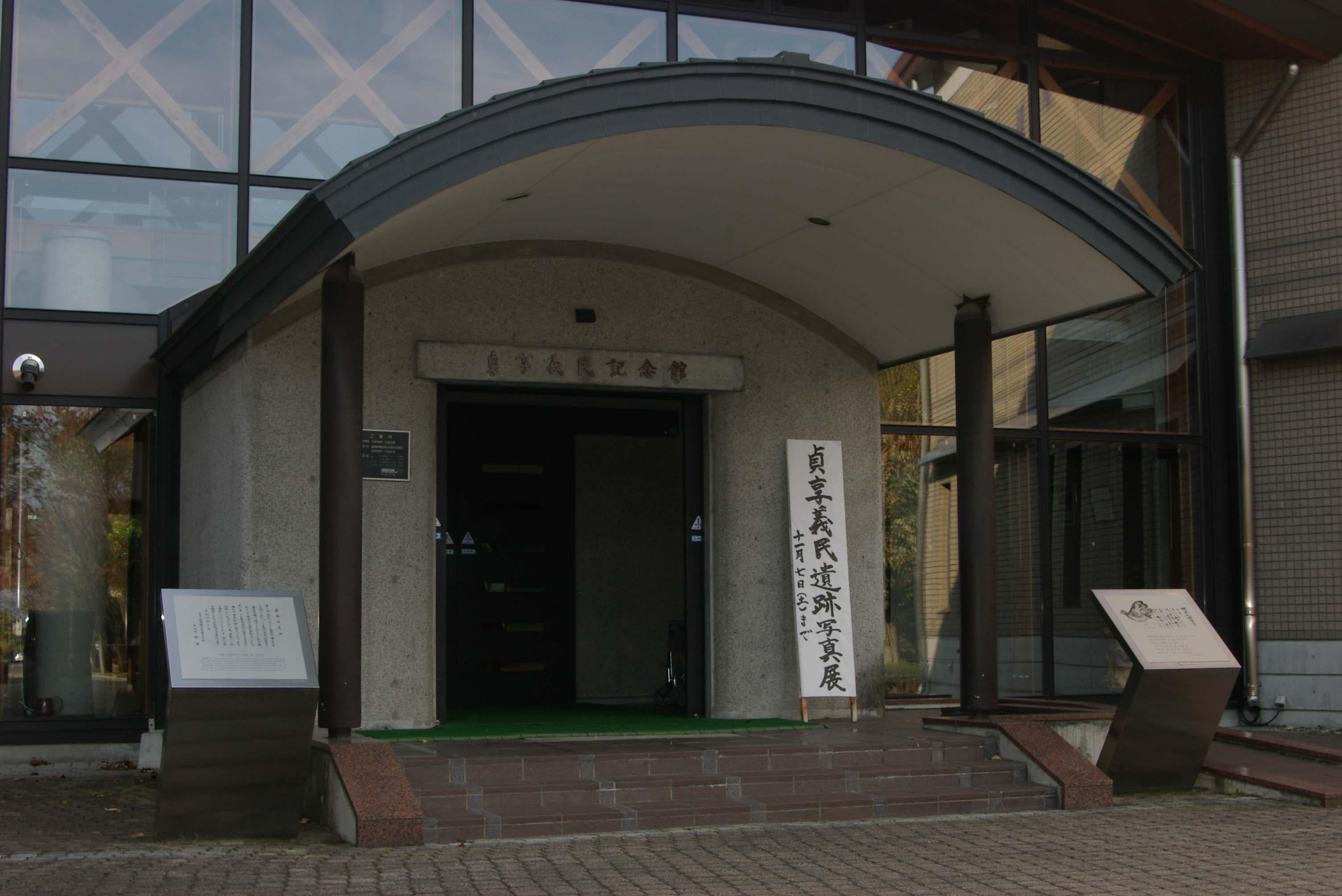
Entrée du musée